# حصن سلطان
حصن سلطان أو الحصن الشرقي أو حصن الشيخ سلطان بن زايد آل نهيان هو حصن يقع في مدينة العين، بإمارة أبوظبي، الإمارات. بناه سلطان بن زايد آل نهيان في عام 1922م واتخذه مسكناً له. وفي عام 1969م تم تحويله إلى متحف لعرض القطع الأثرية. وفي عام 1971م، تم نقل القطع الأثرية إلى متحف العين الوطني ومعارض أخرى ضمن البرج الشرقي الذي تمت توسعته من خلال إضافة جناح آخر للعرض. وقد تم افتتاحه للعامة في عام 1971م.